# Liściołaz żółty
Liściołaz żółty (Phyllobates terribilis) − gatunek płaza bezogonowego z rodziny drzewołazowatych (Dendrobatidae), nazywany też liściołazem złocistym lub straszliwym. Jest najbardziej trującym płazem na świecie. Toksyny zawarte w wydzielinie skóry tego liściołaza są wykorzystywane przez Indian Embre i Choco do zatruwania strzał. Gatunek hodowany w terrariach.

## Występowanie
Phyllobates terribilis jest endemitem południowo-zachodniego wybrzeża Kolumbii − występuje jedynie na zachodzie departamentu Cauca i w południowo-zachodniej części departamentu Valle del Cauca, na nizinach porośniętych wilgotnym lasem tropikalnym. W całym zasięgu występuje pospolicie.

## Ekologia
Gatunek ten prowadzi naziemny tryb życia. Jest aktywny w ciągu dnia. Żywi się stawonogami. Podstawę jego diety stanowią owady. Okres godowy przypada na porę deszczową. Samica składa jaja wśród ściółki lub w zagłębieniach pod kamieniami. Po zapłodnieniu samiec przejmuje opiekę nad złożeniem.